# Марк Попилий Ленат (консул 173 пр.н.е.)
Вижте пояснителната страница за други личности с името Марк Попилий Ленат.
Марк Попилий Ленат (на латински: Marcus Popillius Laenas) e политик на Римската република през 2 век пр.н.е.

## Биография
Произлиза от плебейския род Попилии, клон Ленат. Брат е на Гай Попилий Ленат.
През 180 пр.н.е. заедно с брат си е в тричленна комисия за приемане на подарената земя от град Пизае за основаване на латински колонии. През 176 пр.н.е. Марк Попилий става претор. През 173 пр.н.е. е избран за консул заедно с Луций Постумий Албин. Води война в Лигурия против племето стателати. След капитулацията на племето той продава населението в робство и разрушава град Каристус, което е критикувано от сената.
През Третата македонска война той e легат на консула Квинт Марций Филип. През 159 пр.н.е. е избран за цензор заедно с Публий Корнелий Сципион Назика Коркул.
Неговият син Марк Попилий Ленат e консул през 139 пр.н.е.